# Melek (Slowakei)
Melek (ungarisch Mellek oder Mellék) ist eine slowakische Gemeinde im Okres Nitra und im Nitriansky kraj mit 562 Einwohnern (Stand 31. Dezember 2024).

## Geographie

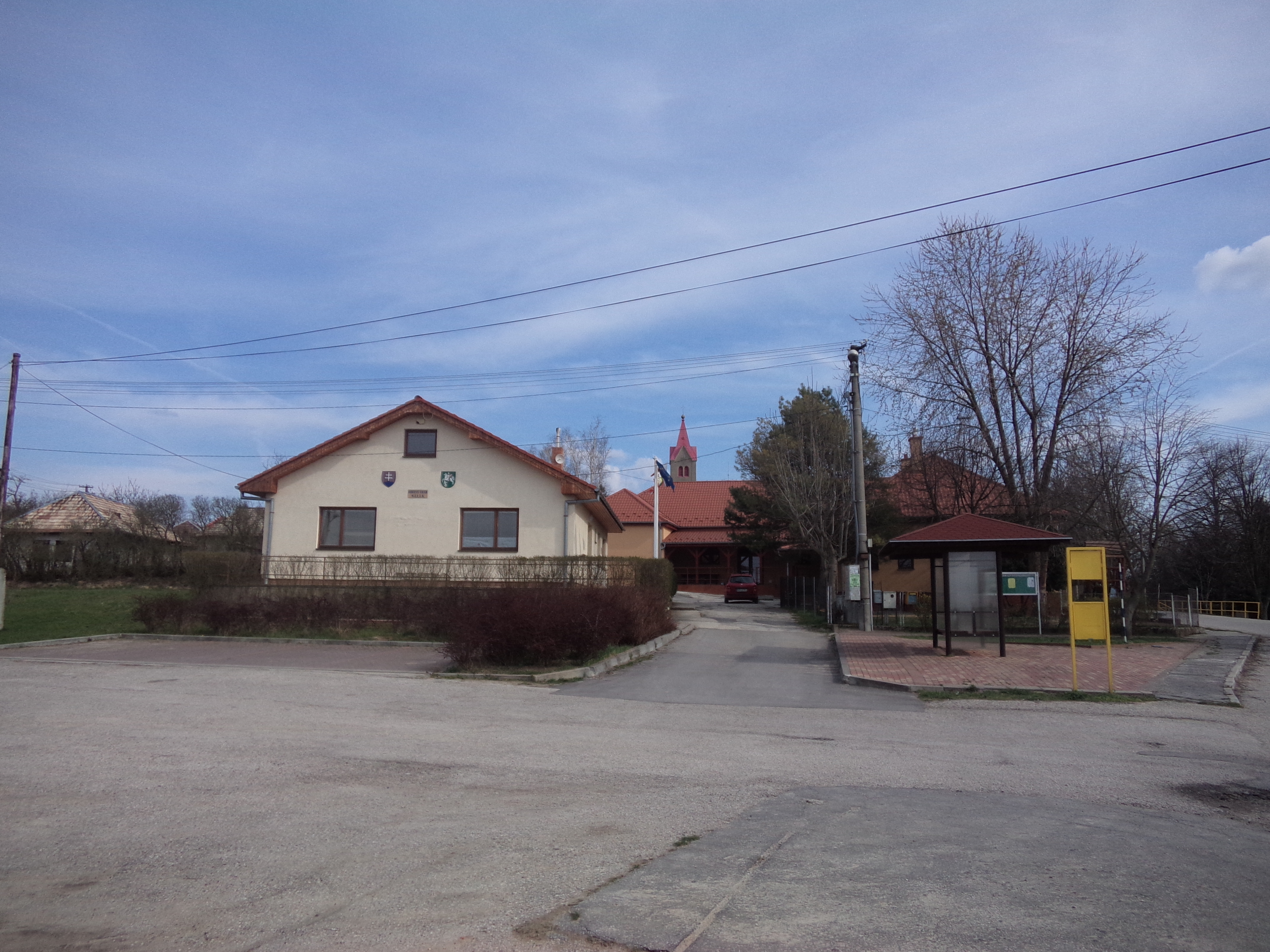
Gemeindeamt von Melek

Die Gemeinde befindet sich im westlichen Teil des Hügellands Pohronská pahorkatina, einem Teil des slowakischen Donauhügellands, im Einzugsgebiet der Žitava. Das Ortszentrum liegt auf einer Höhe von 170 m n.m. und ist sechs Kilometer von Vráble sowie 26 Kilometer von Nitra entfernt.
Nachbargemeinden sind Vráble im Norden, Tehla im Osten, Žitavce im Süden und Westen sowie Lúčnica nad Žitavou im Nordwesten.

## Geschichte

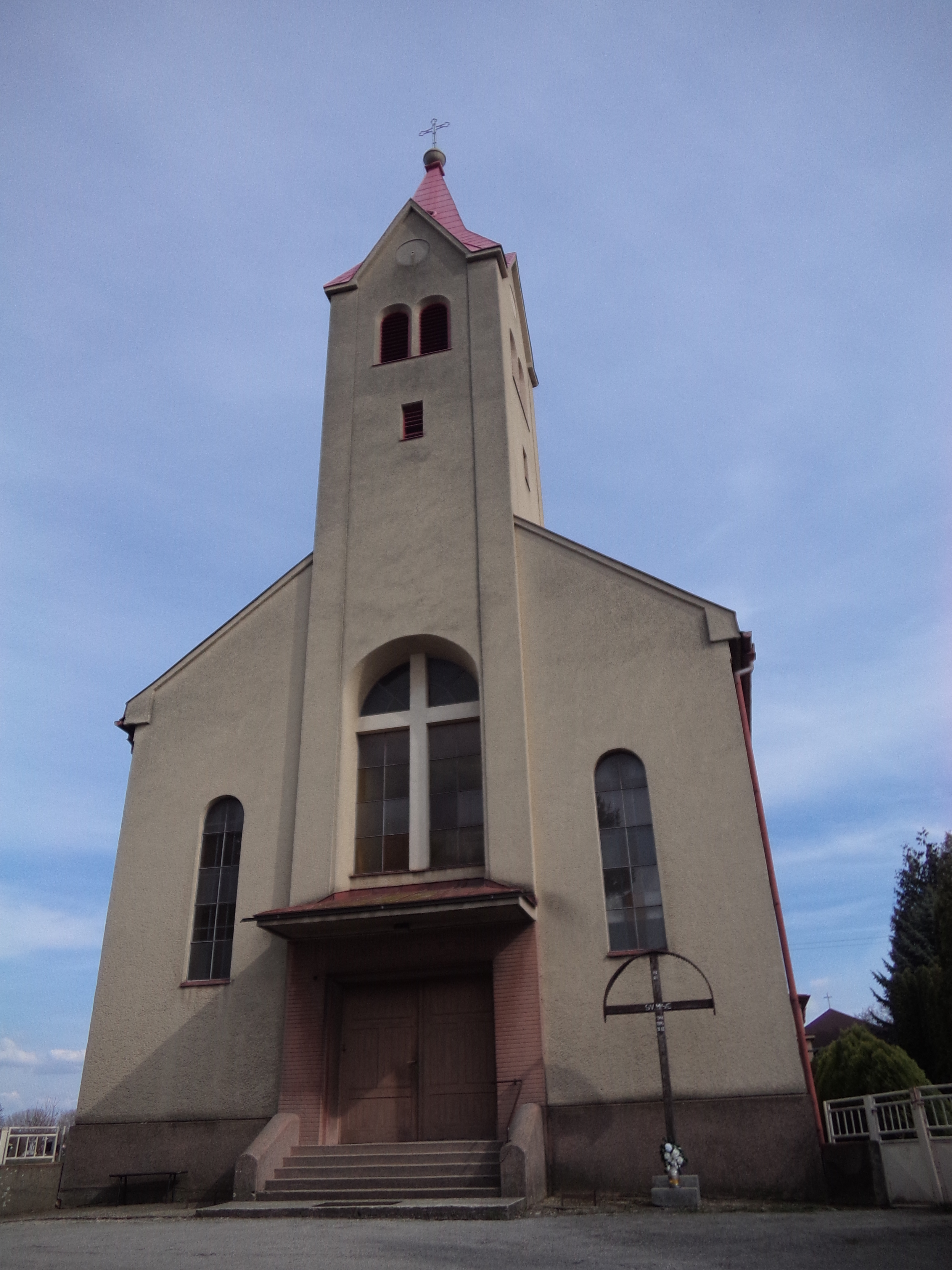
Kirche im Ort

Melek wurde zum ersten Mal 1332–1337 in einem Papstzehnt-Verzeichnis als Merlek schriftlich erwähnt. Der Pfarrort war 1397 Teil des Herrschaftsgebiets des Erzbistums Gran. 1534, als Melek sieben Porta, war das Dorf Besitz des Bistums Erlau, nur ein Jahr später des Bistums Veszprém, 1564 der Propstei von Buda und später der Familie Pyber und dem Seminar von Tyrnau. 1601 standen 24 Häuser in Melek, 1618 wurde die Ortschaft von den türkischen Truppen verwüstet und blieb danach jahrelang unbewohnt, kurz nach dem Anfang des 18. Jahrhunderts wurde sie wieder besiedelt. 1720 gab es eine Gaststätte sowie 12 Steuerpflichtige im Ort, 1828 zählte man 57 Häuser und 368 Einwohner.
Bis 1918 gehörte der im Komitat Bars liegende Ort zum Königreich Ungarn und kam danach zur Tschechoslowakei beziehungsweise heute Slowakei. Auf Grund des Ersten Wiener Schiedsspruchs lag er 1938–1945 noch einmal in Ungarn.

## Einwohner
| Jahr                | 1994 | 2004    | 2014    | 2024     |
| ------------------- | ---- | ------- | ------- | -------- |
| Anzahl der Personen | 433  | 454     | 453     | 562      |
| Unterschied         |      | +4,84 % | −0,22 % | +24,06 % |

| Jahr                | 2023 | 2024    |
| ------------------- | ---- | ------- |
| Anzahl der Personen | 564  | 562     |
| Unterschied         |      | −0,35 % |

Gemäß der Volkszählung 2011 wohnten in Melek 446 Einwohner, davon 442 Slowaken und ein Tscheche. Drei Einwohner machten keine Angaben zur Ethnie.
412 Einwohner bekannten sich zur römisch-katholischen Kirche. 21 Einwohner waren konfessionslos und bei 13 Einwohnern wurde die Konfession nicht ermittelt.